# Satellitentelefon

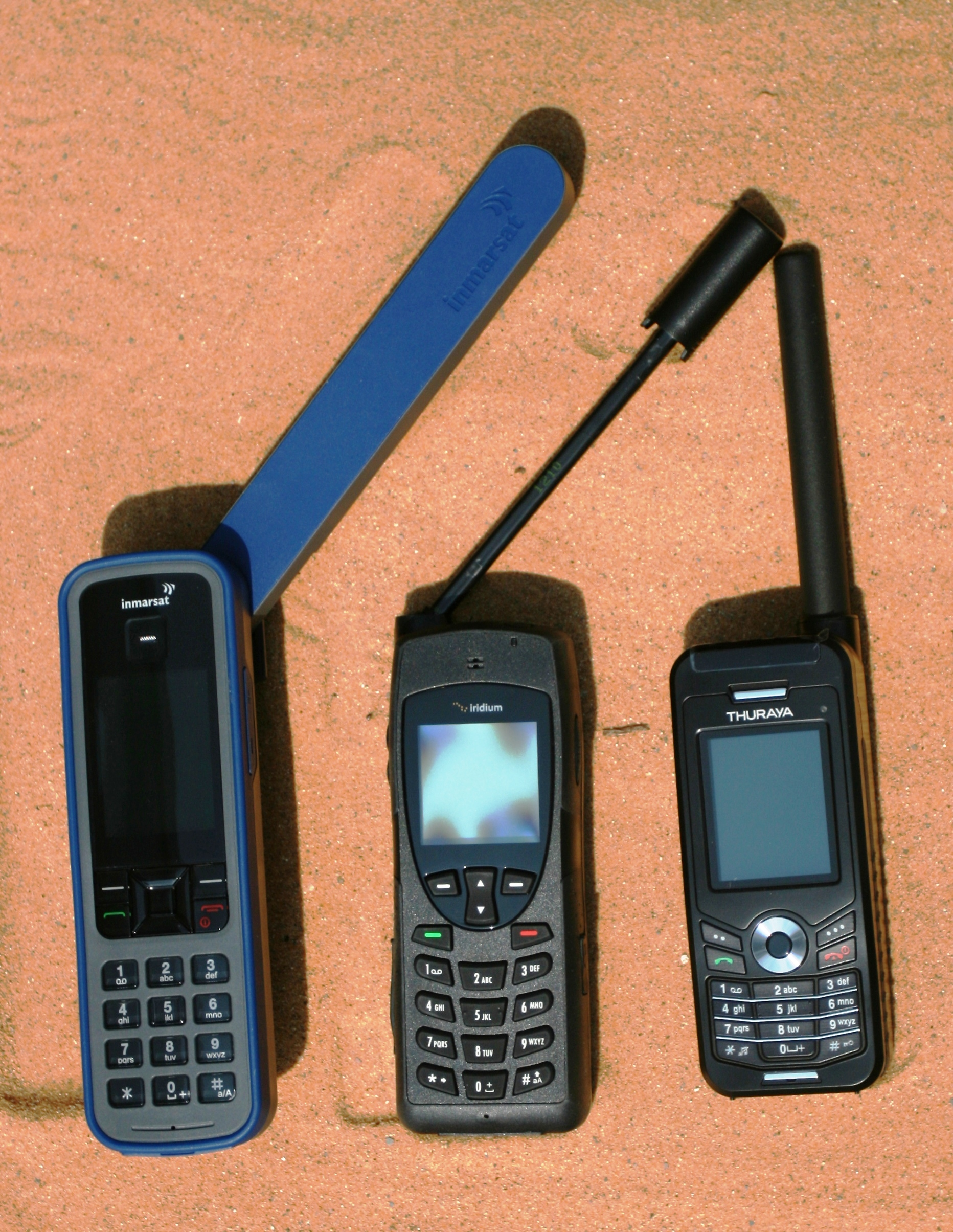
Satellitentelefone (IsatPhone Pro/Inmarsat, Iridium 9555, Thuraya XT)

Ein Satellitentelefon stellt eine Verbindung für Sprache oder Daten für die Satellitenkommunikation in beide Richtungen bereit. Das Endgerät (Telefon, „Handy“) wird dabei über Funk direkt mit einem Satelliten verbunden. So kann von der ganzen Welt aus, sogar aus Gebieten ohne terrestrische Mobilfunkversorgung, angerufen werden. Der Satellit leitet den ankommenden Ruf an eine Erdfunkstelle weiter, welche das Gespräch in das öffentliche Telefonnetz einspeist.

## Geschichte der Satellitentelefone

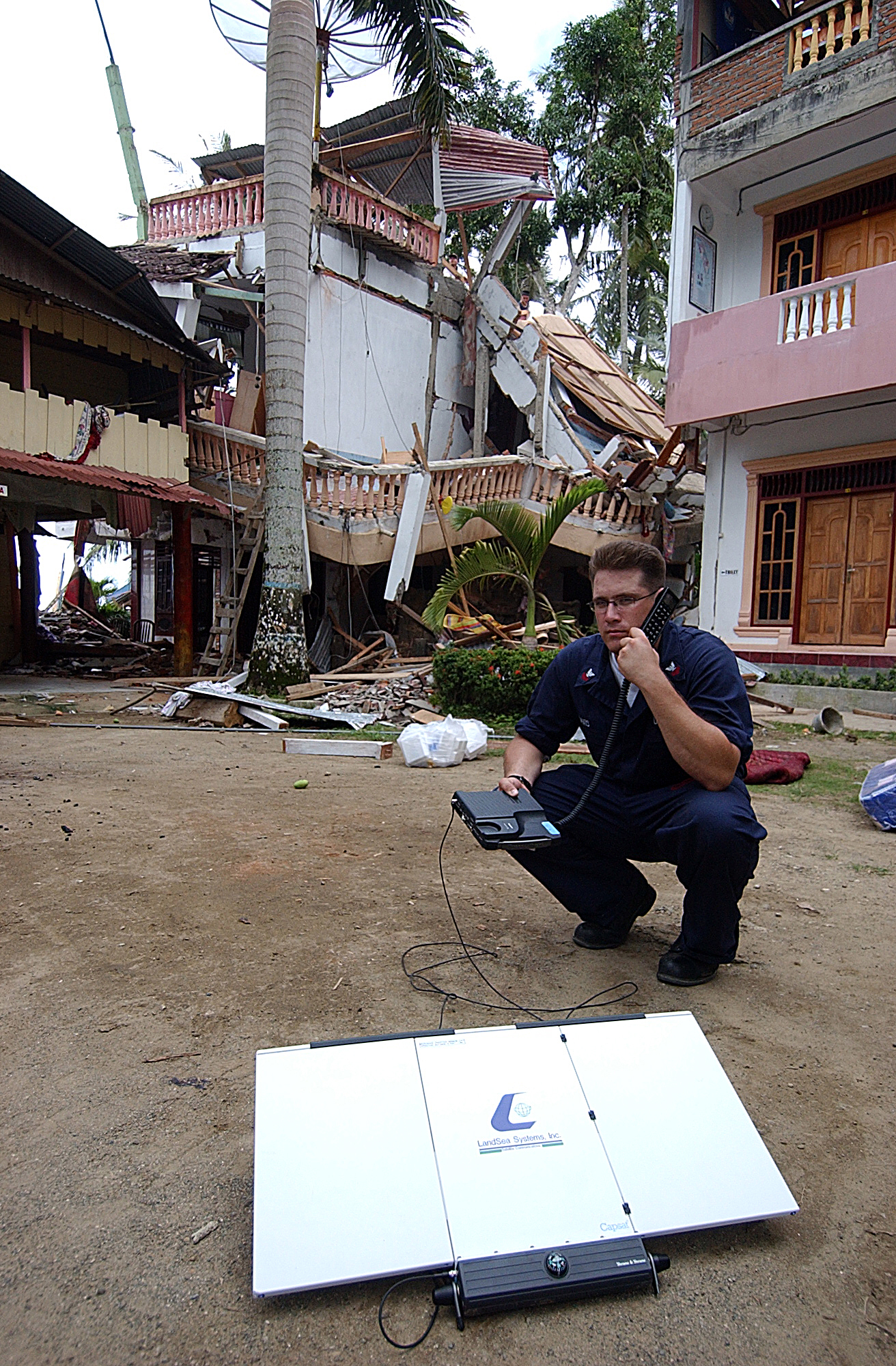
Satellitenkommunikationsgerät für Daten- und Sprachkommunikation (Inmarsat)

Schon ab Ende der 1970er Jahre wurden Satelliten zur Kommunikation über weite Strecken eingesetzt. Die Sende- und Empfangsanlagen dieser Systeme waren jedoch sehr groß und stationär. Erst die International Maritime Satellite Organisation (Inmarsat) stellte ab 1982 ein System für mobile Endgeräte bereit, das vorwiegend in der Seeschifffahrt eingesetzt wurde. Ab 1989 gab es erste Geräte für den mobilen Landeinsatz.
In den späten 1980er Jahren nutzte Kanada als erstes Land die Möglichkeit, über Satellitentelefone große, wenig besiedelte Flächen mit Telekommunikation zu versorgen, ohne eine aufwendige, erdgebundene Infrastruktur bereitstellen zu müssen. Kurz darauf wurde in den USA ein vergleichbares System gestartet. Die dabei verwendeten Satelliten befanden sich auf geostationären Positionen.
Ab 1985 entwickelte Motorola das Kommunikationssystem Iridium, dessen Satelliten die Erde von Pol zu Pol umlaufen. Dadurch können auch die Polargebiete abgedeckt werden, die von den stets über dem Äquator stehenden geostationären Satelliten nicht bedient werden.
Durch die Etablierung von Netzen mit Satelliten auf niedrigen Umlaufbahnen (LEO, MEO), konnte die Entfernung zwischen Satellit und Endgerät deutlich verringert und damit die notwendige Sendeleistung im Endgerät reduziert werden. Erst diese Gerätegeneration konnte sich in Gewicht und Größe mit den mittlerweile etablierten Mobiltelefonen messen, hat sie jedoch nicht vom Markt verdrängen können, weil zum einen die Endgeräte und die Verbindungsgebühren dieser Netze dafür viel zu teuer sind, und zum anderen ganz andere Rahmenbedingungen, wie z. B. freie Sicht zum Himmel notwendig sind. Inzwischen konnten extrem leistungsstarke Satelliten (z. B. Thuraya) in einer geosynchronen/geostationären Umlaufbahn die Größe der Endgeräte noch weiter reduzieren.
Mittlerweile wagen auch erste Anbieter den Spagat „Handy-und-Satellitentelefon“. Einer der Vorreiter dieses Ansatzes ist die Firma Spot LLC, eine Tochterfirma des Satellitenbetreibers Globalstar, die jüngst ein Gerät namens „SPOT Connect“ vorgestellt hat. Damit sind Satellitenverbindungen über ein normales, modernes Smartphone möglich. Möglich wird dies über eine Bluetooth-Verbindung zwischen dem Gerät und einem handelsüblichen Smartphone mit einer installierten Handy-App.
Auch Apple setzte eine Arbeitsgruppe aus Ingenieuren der Satelliten-, Raumfahrt- und Antennenindustrie ein, um die Möglichkeiten der Satellitentelefonie für das iPhone ausloten zu lassen. In dem auf fünf Jahre angesetzten Projekt wolle man die Lehren aus früheren Fehlschlägen wie etwa bei Iridium, Globalstar und Teledesic berücksichtigen, die keine tragfähigen Geschäftspläne hätten entwickeln können. Eventuell soll sogar eine eigene Satelliteninfrastruktur errichtet werden. Der Konzern könnte beim Ausbau des Netzes auf umfangreiche Finanzreserven in Höhe von momentan über 200 Milliarden Dollar zurückgreifen.
Das Telekommunikationsunternehmen Starlink wird eigenen Angaben zufolge im Jahr 2025 massentaugliches Satelliteninternet für gewöhnliche Smartphones freischalten.

## Anwendung
Satellitentelefone ermöglichen die Sprachtelefonie auch in Regionen ohne Mobilfunkempfang. Satellitentelefone bieten in der Regel keinen weltweiten Empfang. Vor dem Einsatz eines Satellitentelefons sollte abgeklärt werden, ob mit dem einzusetzenden Satellitentelefon überhaupt Empfang vorhanden ist und der Betreiber des Satellitennetzwerks diese Region abdeckt. Weiter sollte für die Einsatzregion die Position des Satelliten am Himmel abgeklärt werden. Mit einer Smartphone-App zum Satellitentracking kann der aktuelle Standort des Satelliten am Himmel berechnet werden. Zur Berechnung des aktuellen Satellitenstandorts benötigt die Satellitentracking-App aktuelle TLE-Daten.

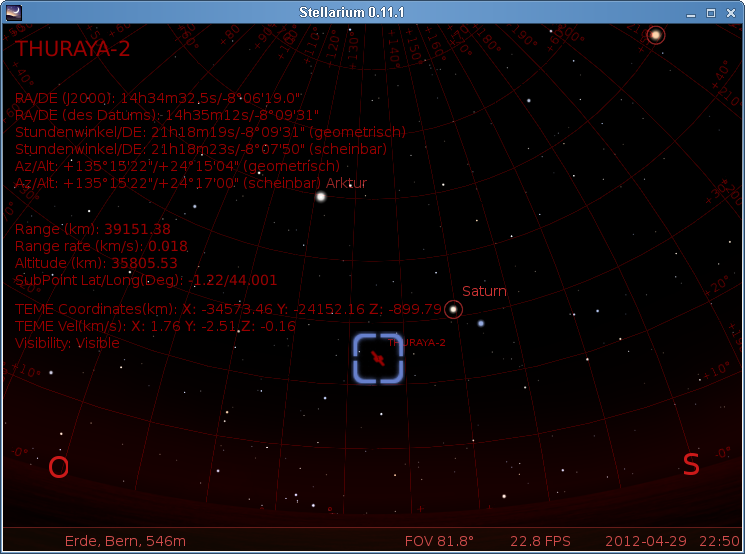
Himmelsposition Thuraya 2 in Bern am 29. April 2012 um 22:50

Für eine zuverlässige Satellitenkommunikation muss Sichtverbindung von der Antenne des Satellitentelefons zum Satelliten bestehen und die erste Fresnelzone frei von jeglichen Hindernissen sein.
Satellitentelefone nutzen Funkfrequenzen im L-Band. Im dichten Wald mit hohen Bäumen genügt die Verbindungsreserve der Satellitentelefone nicht um Sprachkommunikation zu gewährleisten. Langwellige Funksignale können unter solchen Bedingungen besser durchdringen. Deshalb eignen sich Satellitenkommunikationssysteme mit langwelligen Funksignalen um die 300 MHz (unteres UHF-Frequenzband) besser für die Satellitenkommunikation im Wald als L-Band-Satellitenkommunikationssysteme. Deshalb verwenden zum Beispiel die über das weltweite COSPAS-SARSAT-Satellitennetzwerk alarmierende Notfunkbaken und das MUOS nicht das L-Band, sondern langwellige Funksignale um die 300 bis 450 MHz (UHF-Frequenzband).
In Gebieten mit terrestrischen Funkempfang im UKW- oder UHF-Frequenzband sollte grundsätzlich immer terrestrischer Funk eingesetzt werden. Beispiel von terrestrischen Funk ist der Mobilfunk. Terrestrischer Funk im UKW- oder UHF-Frequenzband ist zuverlässiger als jegliche Satellitenkommunikation mit portablen Handgeräten. Terrestrischer Funk weist im inneren Bereich einer Funkzelle deutlich größere durchschnittliche Verbindungsreserven (link margin) auf als Satellitenkommunikation. Bei großen Verbindungsreserven (link margin) ist eine Funkverbindung auch bei fehlender Sichtverbindung möglich, wenn zum Beispiel ein Hügel, Wald oder ein Gebäude die Sichtverbindung zwischen Sende- und Empfangsantenne unterbricht. Die Erdatmosphäre und der Van-Allen-Gürtel schützen den terrestrischen Funk vor kosmischen Störungen wie das Sonnenwetter und die kosmische Strahlung.
| System     | Abdeckung | Vorwahl       | Tel. | SMS | Daten              | Art der Satelliten | Kunden                     |
| ---------- | --- | ------------- | ---- | --- | ------------------ | ------------------ | -------------------------- |
| Iridium    | weltweit | +881 6 +881 7 | ja   | ja  | 2,4 kbit/s         | LEO                | 359.000                    |
| Thuraya    | Europa, Afrika (ohne südliches Afrika), Naher und Mittlerer Osten, Asien (ohne NE-Sibirien), Australien, Ozeanien | +882 16       | ja   | ja  | 9,6 bis 444 kbit/s | geosynchron        | 250.000 plus Roamingnutzer |
| Globalstar | weltweit, ohne Polarregionen und hohe See                                                                         | +881 8 +881 9 | ja   | ja  | 9,6 kbit/s         | LEO                |                            |
| Inmarsat   | weltweit, ohne Polarregionen                                                                                      | +870          | ja   | ja  | 2,4 bis 420 kbit/s | geostationär       |                            |

| System                    | Vorwahl       | Art der Satelliten | Bemerkung                                                               |
| ------------------------- | ------------- | ------------------ | ----------------------------------------------------------------------- |
| ACeS                      | +882 20       | geostationär       | ehemaliger, asiatischer Anbieter ein gestarteter Satellit: Garuda 1     |
| Odyssey                   | +881 2 +881 3 | MEO                | geplanter, US-amerikanischer Anbieter keine gestarteten Satelliten      |
| Ellipso                   | +881 2 +881 3 | LEO/MEO            | geplanter, US-amerikanischer Anbieter keine gestarteten Satelliten      |
| ICO Global Communications | +881 0 +881 1 | MEO                | ehemaliger, US-amerikanischer Anbieter ein gestarteter Satellit: ICO-G1 |

Die von Odyssey reservierten Vorwahlen +881 2 und +881 3 wurden 2000 von der ITU an Ellipso zugeteilt.